# Friedrich Olbricht
Friedrich Olbricht (4. října 1888 Leisnig v Sasku - 21. července 1944 Berlín) byl německý generál pěchoty. Významně se podílel na neúspěšném atentátu na Hitlera 20. července 1944.

## Život
Po maturitě v roce 1907 na gymnáziu v Budyšíně se Friedrich Olbricht připojil jako kadet k pěšímu pluku č. 106 v Lipsku. Bojoval v první světové válce letech 1914 až 1918 a v roce 1918 vstoupil do Lipska jako člen vojenských rad. Roku 1919 byl přijat jako kapitán Reichswehru, který byl zmenšen podle ustanovení versailleské smlouvy. Zejména od Hitlerova mnichovského puče roku 1923 byl nepřítelem nacistů. Od roku 1926 pracoval na oddělení zahraničních armád ministerstva obrany. Během této doby byl povýšen na majora. Koncem roku 1931 se přesunul do Drážďan jako velitel praporu. Na podzim 1933 se stal náčelníkem štábu 4. divize v Drážďanech. Během takzvané „Röhmovy aféry“ zachránil několik příslušníků armády před zavražděním, protože je umístil pod vojenskou ochranu. V roce 1935 byl jmenován náčelníkem štábu IV. armádního sboru. Na začátku roku 1938 se podílel na akci vysokých německých důstojníků proti propuštění Wernera von Fritsche a říšského ministra války Wernera von Blomberga. V listopadu 1938 převzal vedení 24. pěší divize.

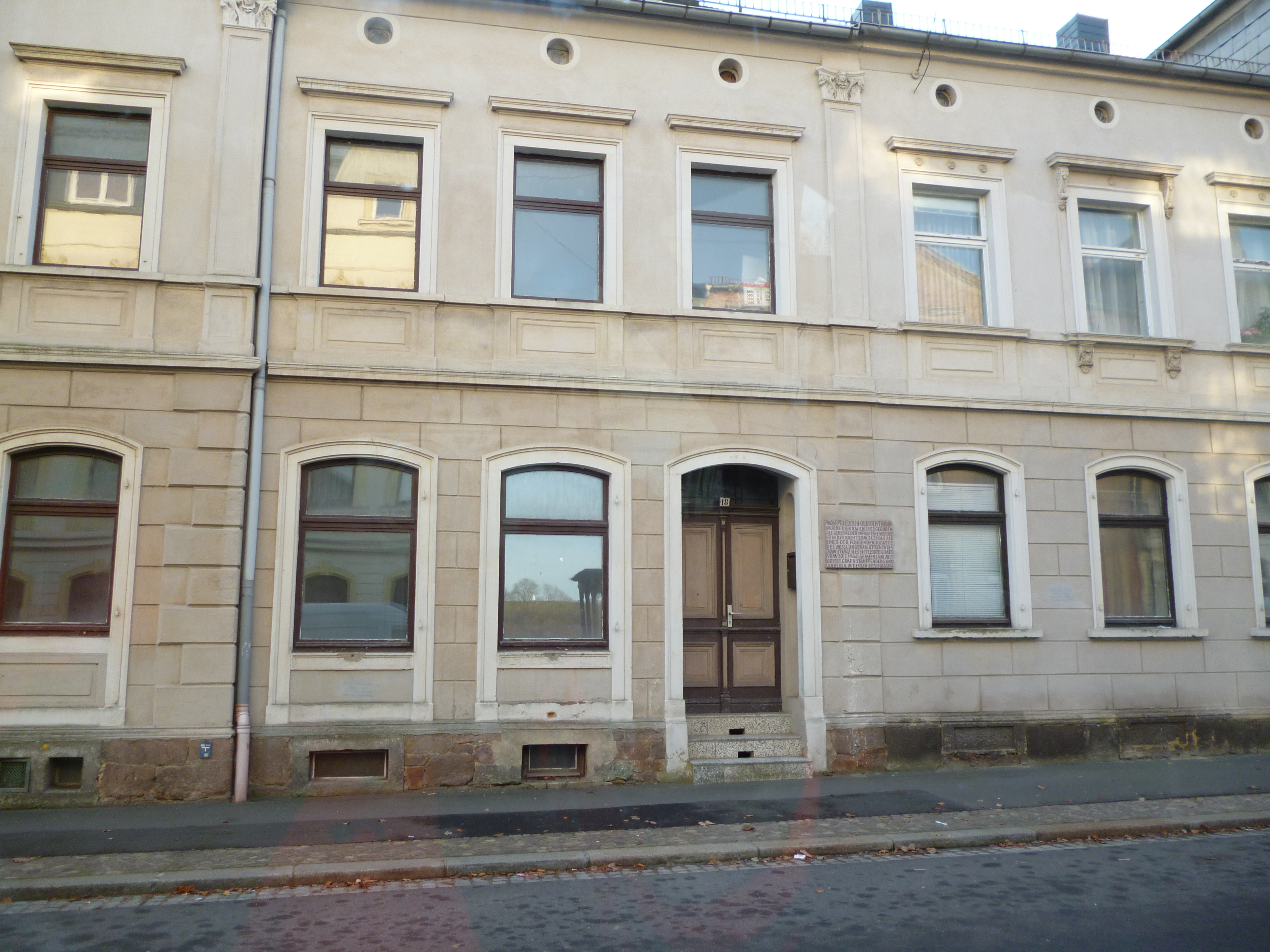
Rodný dům v Leisnigu

Prostřednictvím svého přítele Hanse Ostera se kolem roku 1938 Friedrich Olbricht dostal do kontaktu s odbojovými kruhy kolem generálplukovníka Ludwiga Becka. Tehdy plánované akce byly pozastaveny z důvodu účinku mnichovské dohody. V březnu 1939 se Olbricht podílel na okupaci Československa jako velitel divize. Na počátku druhé světové války vedl 24. pěší divizi během invaze do Polska. Za své úspěchy při obklíčení Varšavy obdržel Rytířský kříž Železného kříže. Dne 15. února 1940 byl jmenován náčelníkem všeobecného armádního úřadu ve vrchním velení armády. To mu poskytlo klíčové postavení ve Wehrmachtu. Kromě získání vhledu do reálné situace z této pozice dokázal podpořit sdružování různých opozičních skupin uvnitř i vně armády. V důsledném utajení se mu podařilo kontaktovat další odbojáře mimo armádu a propašoval jednotlivé členy opozice do důležitých vojenských pozic pro rozhodující akci proti Hitlerovi. 1. června 1940 byl se zpětnou účinností od 15. února 1940 povýšen na generála pěchoty. V roce 1943 byl navíc jmenován náčelníkem doplňovacího úřadu ozbrojených sil ve vrchním velení Wehrmachtu.

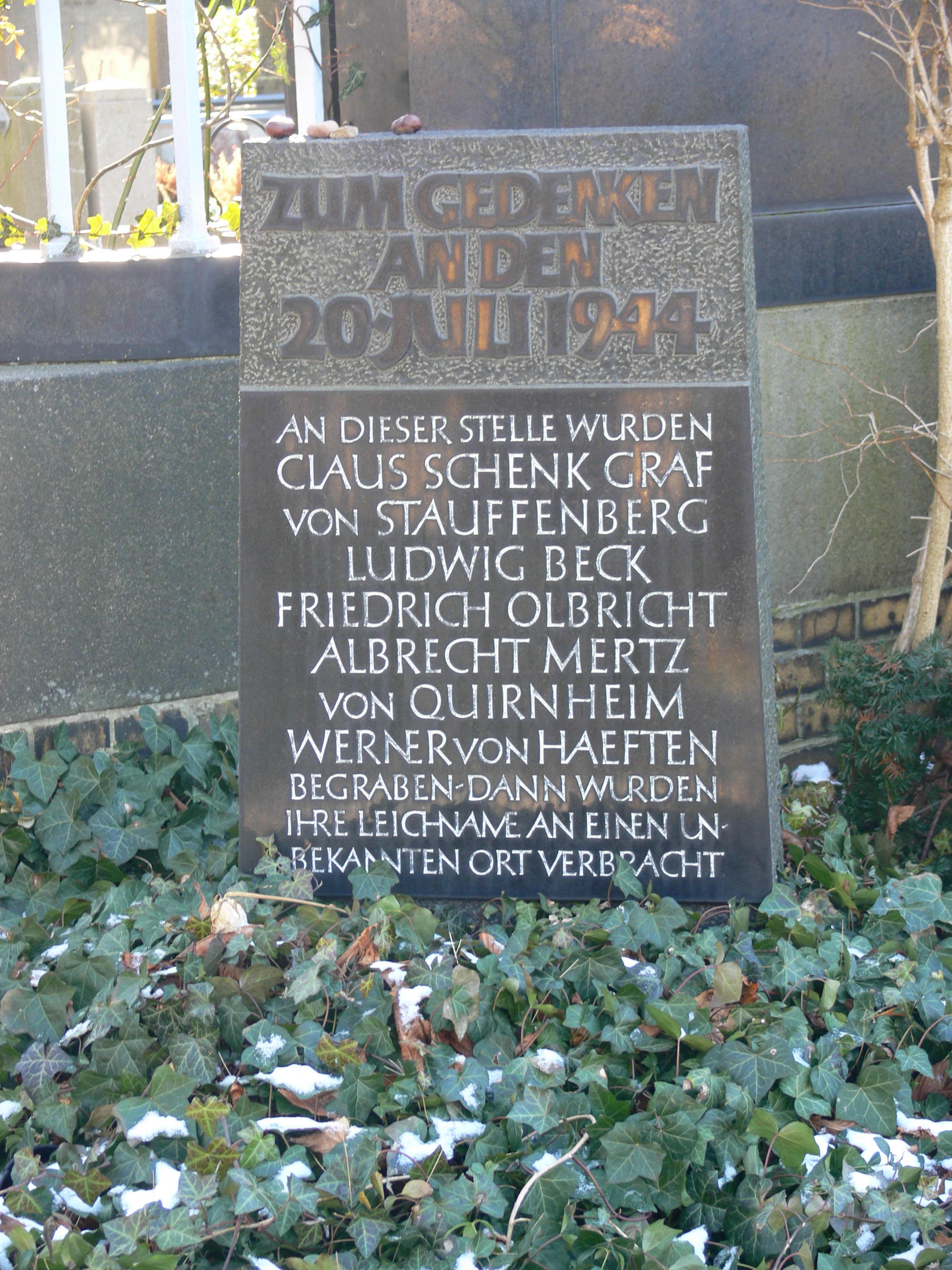
Pamětní deska na starém hřbitově u kostela sv. Matouše, kde byl krátce pochován Olbricht a další obětí 20. července 1944

Po neúspěšném pokusu v březnu 1944 o likvidaci Hitlera bombou na palubě jeho letadla byl za účelem jeho svržení přepracován plán „Valkýra“, vytvořený roku 1941 pro případ občanských nepokojů. Olbricht hrál klíčovou roli při organizování odbojových kruhů kolem generálplukovníka Ludwiga Becka, Carla Friedricha Goerdelera a generálmajora Henninga von Tresckowa a při konkrétním plánování pokusu o atentát na Adolfa Hitlera. Například v roce 1943 si vzal za spolupracovníka plukovníka Clause Schenka von Stauffenberga, pozdějšího atentátníka, a krátce na to i Albrechta Mertze von Quirnheim. V den pokusu o převrat spolu s plukovníkem Mertzem von Quirnheim spustili plán „Valkýra“, který měl mobilizovat záložníky pro případ vnitřních nepokojů. Po neúspěchu atentátu byl v noci z 20. na 21. červenec 1944 zastřelen společně s von Quirnheimem, von Stauffenbergem a von Haeftenem na nádvoří berlínského bloku Bendler. Stal se to na popud generálplukovníka Friedricha Fromma, který se tak pokusil zamaskovat svou vlastní spoluvinu.
Těla zastřelených byla pohřbena na starém hřbitově u kostela sv Matouše (St.-Matthäus-Kirchhof) v Berlíně-Schönebergu. O něco později byli mrtví exhumováni příslušníky SS, spáleni v krematoriu Wedding a popel byl rozptýlen v čističce odpadních vod Berliner Rieselfelder.
Friedrich Olbricht byl od roku 1918 ženat s Evou Emmou Theresou rozenou Koeppelovou (1895–1991). Měli dvě děti, syn Klaus padl v roce 1941, dcera Rosemarie se provdala za majora Luftwaffe Friedricha Georgiho a zemřela v roce 1988.